# MRT (Singapur)
Mass Rapid Transit, w skrócie MRT (z angielskiego, chiń.: 大众快速交通 albo 地铁, malajski: Sistem Pengangkutan Gerak Cepat, tamilski சிங்கை துரிதக் கடவு ரயில்) – system metra działający w Singapurze.
Sieć posiada 4 linie działające i 1 w planach, 79 stacji (w tym jedną niedziałającą) oraz ponad 129 kilometrów sieci.

## Historia
Pierwsze plany metra pojawiły się w 1967 roku. W tym okresie też zaczęto twierdzić, że sieć komunikacyjna oparta w całości na autobusach byłaby niewystarczająca. Żeby zbudować metro od podstaw, wydano 5 miliardów dolarów, czyniąc tym samym projekt sieci największym publicznym projektem Singapuru w tym czasie. Priorytetową linią okazała się North South Line, biegnąca poprzez centrum biznesowe, czyli Central Area. Pierwszy odcinek sieci został otwarty właśnie na tej linii, 7 listopada 1987 roku, pomiędzy stacjami Toa Paiyoh i Yio Chu Kang. Od tej chwili sieć sukcesywnie rozszerzano.
12 grudnia 1987 roku zostało otwarte następne dziewięć stacji na tej samej linii, od Toa Payoh do Outram Park. 12 marca 1988 linia została wydłużona z Outram Park do Clementi, 5 listopada tego samego roku z Clementi do Lakeside, a półtora miesiąca później, 20 grudnia, z Yio Chu Kang do Yishun. 4 listopada 1989 roku natomiast North South Line zostało podzielone na dwie linie, dając istnieć East West Line. Tego samego dnia zostały otwarte także wydłużenia linii – na North South Line od City Hall do Marina Bay, a na East West Line od City Hall do Tanah Merah. Do końca 1990 na North South Line powstało 15 stacji, a na East West Line ponad 26. Powstała także Branch Line, która posiadała 4 stacje na zachodnich przedmieściach i była połączona z East West Line przez stacje Jurong East.
Następnie przez ok. 5,5 roku nie zbudowano nowych odcinków sieci. Dopiero 10 lutego 1996 North South Line została wydłużona z Yishun, do Jurong East, otwierając przy tym 6 nowych stacji na północy Singapuru, a Branch Line została włączona do tej linii.
8 lutego 2002 East West Line została wydłużona na Port lotniczy Singapur-Changi, a 22 lipca 2003 odcinek tejże linii na trasie Tanah Merah – Changi Airport został wydzielony. 20 czerwca 2003 natomiast została otworzona North East Line, na trasie od HarbourFront do Punggol.
28 maja 2009 roku został otworzony pierwszy odcinek Circle Line, od Bartley do Marymount. 17 kwietnia 2010 linia została wydłużona od Bartley do Dhoby Ghaut.

## Sieć
| Linia            | Otwarta:         | Liczba stacji        | Długość (km) | Zajezdnia  | Komentarz                                 |
| ---------------- | ---------------- | -------------------- | ------------ | ---------- | ----------------------------------------- |
| North South Line | 7 listopada 1987 | 25                   | 44           | Bishan     | –                                         |
| East West Line   | 12 grudnia 1987  | 29                   | 49,2         | Ulu Pandan | linia właściwa                            |
| East West Line   | 10 stycznia 2001 | 3                    | 49,2         | Changi     | oddzielna odnoga na lotnisko              |
| North East Line  | 20 czerwca 2003  | 16 (1 niedziałająca) | 20           | Sengkang   | –                                         |
| Circle Line      | 28 maja 2009     | 16                   | 16,5         | Kim Chuan  | Budowane jest wydłużenie linii na zachód. |

## Plany
W budowie jest 4 i 5 etap Circle Line, w planach jest także Downtown Line, biegnąca z północnego zachodu do centrum, robiąc w nim pętlę, a następnie idąca na wschód, równolegle do East West Line.
W planach są także Thomson Line i Eastern Region Line oraz wydłużenia już istniejących linii.

## Tabor
| Nazwa pociągu                                   | Liczba | Wagonów na pociąg | Linie                             |
| ----------------------------------------------- | ------ | ----------------- | --------------------------------- |
| Kawasaki Heavy Industries C151                  | 66     | 6                 | North South Line i East West Line |
| Siemens C651                                    | 19     | 6                 | North South Line i East West Line |
| Kawasaki Heavy Industries & Nippon Sharyo C751B | 21     | 6                 | North South Line i East West Line |
| Alstom Metropolis C751A                         | 25     | 6                 | North East Line                   |
| Alstom Metropolis C830                          | 40     | 3                 | Circle Line                       |